# 노진선 (무용가)
노진선(1978년 7월 3일 ~ )은 대한민국의 무용가이다.

## 학력
- 한국체육대학교 대학원 스포츠의학과 석사
- 한국체육대학교 무용학과 졸업

## 진행 프로그램
- 2003년 MBC 회전목마
- 2004년 ~ 2005년 KBS1 열려라 동요세상, 가족오락관 게스트
- 2006년 ~ 2010년 어린이TV 콩닥콩닥 콩콩 (MC 열매님역)
- 2010년 EBS 사이사이 팡팡

## 수상
- 2004년 MC 서바이벌 은상 수상